# تپه مرجان قیطول ۶
تپه مرجان قیطول ۶ مربوط به دوره ساسانیان است و در شهرستان گیلانغرب، بخش مرکزی، دهستان حومه، ۴۰۰م شمال روستای مرجان واقع شده و این اثر در تاریخ ۲۶ اسفند ۱۳۸۷ با شمارهٔ ثبت ۲۵۷۳۴ به‌عنوان یکی از آثار ملی ایران به ثبت رسیده است.